# Snouckaert van Schauburg

Snouckaert van Schauburg is een Nederlands geslacht, waarvan leden sinds 1814 behoren tot de Nederlandse adel.

## Geschiedenis
De stamreeks begint met Martin Snouckaert die in 1454 vermeld wordt in Leisele (West-Vlaanderen) en die daar in 1494 overleed. Diens kleinzoon, mr. Martin Snouckaert (1486-1533), particulier secretaris van keizer Karel V, werd heer van Schauburg. Een nazaat van hem studeerde in Leiden en werd gezant naar Engeland. Diens zoon Albert (1637-1678) kocht in 1659 de heerlijkheden Heeze, Leende en Zesgehuchten en vestigde zich in de Noordelijke Nederlanden.
Nazaten van deze laatste werden vanaf 1814 benoemd in de ridderschappen en vanaf 1816 werden leden van het geslacht erkend te behoren tot de Nederlandse adel en werd ook de titel van baron erkend.

## Enkele telgen
- mr. Willem Snouckaert (1516-1565), jurist
- Albert Snouckaert van Schauburg (1637-1678), schepen van 's-Hertogenbosch en kapitein
- Albert Carel Snouckaert van Schauburg (1668-1748), kolonel titulair
- Willem Carel Snouckaert van Schauburg (1717-1790), luitenant-generaal
- Albert Carel Snouckaert van Schauburg (1763-1841), kamerheer
- Reyndert baron Snouckaert van Schauburg (1776-1849), luitenant-generaal en gouverneur der Residentie
- Philips Godard Reyndert Snouckaert van Schauburg (1795-1869), generaal
- Albert Carel baron Snouckaert van Schauburg (1841-1902), bibliothecaris en directeur Koninklijk Huisarchief (1891-1902)
- René Charles baron Snouckaert van Schauburg (1857-1936), jager-ornitholoog, vogelkundige